# Miguel de Gálvez y Gallardo
Pour les articles homonymes, voir Gálvez et Gallardo.
 (octobre 2007).
Si vous disposez d'ouvrages ou d'articles de référence ou si vous connaissez des sites web de qualité traitant du thème abordé ici, merci de compléter l'article en donnant les références utiles à sa vérifiabilité et en les liant à la section « Notes et références ».
Miguel de Gálvez y Gallardo est un juriste et politique espagnol né le 30 novembre 1725 à Macharaviaya (Espagne) et décédé à Gotha, (Allemagne) le	14 juillet 1792. 

## Biographie
Miguel de Gálvez y Gallardo, est le troisième enfant de Antonio de Gálvez son père et de doña Ana Gallardo y Cabrera sa mère. 
Ses frères sont tous d'illustres hommes politiques qui ont marqué et imprégné l’histoire espagnole :
- Matías de Gálvez y Gallardo :  (né en 1717 à Macharaviaya en Espagne — décédé le 3 novembre 1784 à Mexico)
- José de Gálvez y Gallardo : (né en 1720 à Macharaviaya (Espagne) - décède en 1787 à  Aranjuez (Espagne).
- Miguel de Gálvez y Gallardo : (né en 1725 à Macharaviaya en Espagne - décède à Gotha, (Allemagne) en 1792)
- Antonio de Gálvez y Gallardo

Né Andrés Luis de nom de baptême, il adopta le prénom de  Miguel en 1747.
Étudiant au collège de Santa María à l'universitée de Alcalá de Henares pendant quelques années, en 1770, il est élu maire de la ville de Casa y Corte. Quatre années plus tard il accepte la charge de Ministre de la Guerre.
En 1786 il est nommé ambassadeur représentant diplomatique de la grande Espagne à Berlin (Prusse), et fera connaissance avec Frédéric II de Prusse, avec qui il aura d’excellentes relations. Il exercera aussi ses fonctions de diplomate à Saint-Pétersbourg (Russie), sous le règne de Catherine II de Russie où il fera goûter, et connaître à toute la noblesse russe, l'apéritif andalou, le fameux vin de Malaga, qui lui permettra de se lancer dans le négoce, de faire fortune et de faire prospérer la région de Macharaviaya (Espagne).
Sans jamais oublier sa terre natale et sa patrie, il mourra dans la ville de Gotha (Allemagne) lors de son retour à Saint-Pétersbourg après un bref retour dans son pays, l'Espagne.